# Miroslav Grégr
Miroslav Grégr (* 13. prosince 1929 Praha) je český politik, v roce 1990 krátce český ministr bez portfeje, posléze ministr strojírenství a elektrotechniky, v 90. letech 20. století poslanec Poslanecké sněmovny za ČSSD, v letech 1998 až 2002 ministr průmyslu a obchodu a místopředseda vlády Miloše Zemana.
Je čestným prezidentem Česko-izraelské smíšené obchodní komory.

## Rodinný původ a studia
Narodil se jako syn Emila Grégra, důstojníka československé armády, který se aktivně účastnil bojů u Tobruku i na východní frontě a byl v 50. letech vězněn. V roce 1954 vystudoval strojní fakultu ČVUT.

## Pracovní život před r. 1989: DESTA Děčín
Působil na různých pozicích ve strojírenství, roku 1962 se stal ředitelem děčínských strojíren, které se pod jeho vedením přejmenovaly na národní podnik DESTA orientovaný na výrobu vysokozdvižných vozíků. Krátce po přičlenění závodu Domažlice (delimitovaného z Kdyňských strojíren) tam ještě stihl zavést výrobu vysokotonážních vozíků, nicméně v rámci nastupující normalizace byl pro svůj podíl na reformách 60. let i pro svůj záporný postoj k invazi vojsk Varšavské smlouvy do Československa zařazen na seznam „představitelů a exponentů pravice“, vyloučen z KSČ a krátce vězněn.

## Politická kariéra po r. 1989: privatizace Škody M. Boleslav, ČEZ, dostavba Temelína
Po sametové revoluci se zapojil do politiky, zpočátku jako nestraník. V roce 1990 byl nejprve krátce českým ministrem bez portfeje (v rámci československé federace), posléze od července do prosince 1990 vedl rezort strojírenství a elektrotechniky. Během funkčního období se podílel na přípravě privatizace automobilky Škoda Mladá Boleslav. Zároveň však varoval, že příliš rychlá privatizace československých podniků do rukou zahraničních zájemců, pokud by takový krok nebyl promyšlený ku prospěchu obou stran, může vést k poškození československé ekonomiky jako celku. Krátce poté bylo Ministerstvo strojírenství a elektrotechniky spolu s Ministerstvem stavebnictví sloučeno pod Ministerstvo průmyslu a Grégr ve vládě skončil. Poté se vrátil do děčínské Desty, kde vykonával funkci generálního ředitele až do 30. září 1996, kdy na funkci rezignoval z politických důvodů. Spoluzaložil Svaz průmyslu a dopravy ČR a byl jeho prvním prezidentem.
Ve volbách v roce 1996 byl zvolen do poslanecké sněmovny za ČSSD (volební obvod Severočeský kraj). Mandát ve sněmovně obhájil ve volbách v roce 1998. V letech 1996–1998 byl členem a místopředsedou sněmovního hospodářského výboru. V ČSSD zastával funkci v Předsednictvu Ústředního výkonného výboru.
V letech 1998–2002 byl ministrem průmyslu a obchodu a v období let 2001-2002 navíc místopředsedou vlády Miloše Zemana. V době výkonu ministerské funkce prosadil koncepci Super ČEZu (ČEZ jako velký podnik ovládaný státem, schopný expanze na evropské trhy) a pod jeho vedením došlo k dokončení prvních dvou bloků v jaderné elektrárně Temelín. Pro své sympatie získal přezdívku atomový dědek. Sám ji ale nepovažuje za urážlivou, použil ji jako první Miloš Zeman při setkání vlády s Vladimirem Putinem, kdy představil Grégra Putinovi se slovy „éto naš atomnyj děduška.“
V červenci 1999 na jeho návrh vláda Miloše Zemana prodala firmě Investenergy zbylý státní podíl v Mostecké uhelné a. s. (46,28% akcií.) za 650 milionů korun V září 2011 byl na výslechu u švýcarských vyšetřovatelů privatizace Mostecké uhelné.

## Spoluzakladatel občanského sdruženíPřátelé Miloše Zemana
V květnu 2008 se angažoval při formování občanského sdružení Přátelé Miloše Zemana, které usilovalo o návrat Miloše Zemana do aktivní politiky. Po roce 2009 pak byl aktivní při vzniku Strany práv občanů ZEMANOVCI.

## Anticena, medaile
Je držitelem ekologické anticeny Ropák roku 1998 udělovaného sdružením Děti Země.
Dne 28. října 2013 ho prezident Miloš Zeman vyznamenal medailí Za zásluhy.